# ماخیسم روسی
ماخیسم روسی (/ˈmɑxɪzm, ˈmɑkɪzm/) اصطلاحی بود که برای انواع دیدگاه‌های سیاسی/فلسفی که در آغاز قرن بیستم قبل از انقلاب روسیه در روسیه امپراتوری ظهور کرد به کار می‌رفت. آنها علاقه مشترکی به بینش‌های علمی و فلسفی ارنست ماخ داشتند. بسیاری، اما نه همه، ماخیست‌های روسی، مارکسیست بودند، و برخی ماخیسم را جزء اساسی دیدگاه ماتریالیستی به جهان می‌دانستند. این اصطلاح در حدود سال ۱۹۰۵ مورد استفاده قرار گرفت، عمدتاً به عنوان یک عبارت جدلی که توسط لنین و گئورگی پلخانف استفاده شد. هر دو با تمایل مشترک برای دفاع از روایتی «ارتدوکس» از مارکسیسم، از دیدگاه متفاوت خود، مخالفان این ارتدوکس مفروض را به «ایدئالیست‌ها» و «ماشیست‌ها» تقسیم کردند. این اصطلاح از دهه ۱۹۲۰ تا دهه ۱۹۷۰ به عنوان نشانه‌ای از ظلم مارکسیستی-لنینیستی باقی ماند. این را الکساندر ماکسیموف استفاده از این اصطلاح برای انتقاد از بوریس هسن در سال ۱۹۲۸ نشان داد. همچنین می‌توان آن را در فصل «مارکسیسم علیه ماخیسم به‌عنوان فلسفه واکنش بی‌جان» در کتاب «دیالکتیک لنینیستی و متافیزیک پوزیتیویسم» (۱۹۷۹) اوالد ایلینکوف مشاهده کرد.

## تقابل با آرمان‌گرایی
در سال ۱۹۰۲، پاول ایوانوویچ نووگورودتسف کتاب مشکلات ایده آلیسم (Idealizma مشکل ساز) را ویرایش کرد که شامل مشارکت‌های سرگئی بولگاکوف، اوگنی نیکولاویچ تروبتزکوی، سرگئی نیکولاویچ تروبتسکوی، پیتر برنگاردویچ استرووه، الکساندر برنگاردویچ استرووه، فرانکفوسکی، فرانکفسکی، فرانکوفسکی، کولوفسکی. لاپو دانیلوسکی، سرگئی اولدنبورگ و ژوکوفسکی. در اعلام ظهور یک جنبش ایده‌آلیستی جدید، او همچنین پوزیتیویسم را به عنوان یک جنبش محدود و جزمی به سخره گرفت.

## رویارویی با لنین
انتشار کتاب مطالعاتی در فلسفه مارکسیسم (به روسی: Очерки по философии Марксизма) در ۱۹۰۸ نقطه کلیدی در پیدایش این دیدگاه بود. با این حال، در حالی که بسیاری از طرفداران ماخیسم روسی آن را به عنوان افزودن بینش‌های مهمی به این که دیدگاه ماتریالیستی از جهان چگونه خواهد بود، می‌دانستند، ولادیمیر لنین یک مخالف ثابت بود. او چنین ذکر کرد: بازازوف، بوگدانف، لوناچارسکی، برمن، گلفوند، یوشکویچ، سرگئی سووروف و نیکولای والنتینوف.

## «ماخیست‌های» برجسته روسی
این لیست شامل افرادی است که در یک زمان به عنوان ماشیست روسی توصیف شده‌اند:
- ولادیمیر بازاروف
- یاکوف برمن
- الکساندر بوگدانوف
- اوسیپ گلفوند
- بوریس هسن
- سرگئی سووروف
- پاول یوشکویچ

## بیشتر خواندن
- استیلا، دانیلا. Nauka i Revoljucija. Recepciia empiriokriticizma v russkoi kul'ture (1877-1910 gg. ). مسکو: آکادمیچسکی پروکت، ۲۰۱۳. در اصل به زبان ایتالیایی منتشر شده‌است